# Multilineární forma
Multilineární formu lze intuitivně chápat jako zobecnění lineární formy, eventuálně bilineární formy. Jde o zobrazení kartézského součinu vektorového prostoru na těleso jeho skalárů. Multilineární forma musí být v každé složce (proměnné) lineární zobrazení, to znamená, že při  zafixování n-1 proměnných získáme lineární formu.

## Definice
Nechť {\displaystyle Y} je vektorový prostor nad tělesem {\displaystyle T}.
Pak funkce
{\displaystyle \xi :Y^{n}\rightarrow T}
se nazývá multilineární forma, pokud pro {\displaystyle z\in T,w,v_{1},...v_{n}\in Y} platí následující dva axiomy:
{\displaystyle F(v_{1}+w,v_{2},...v_{n})=F(v_{1},v_{2},...v_{n})+F(w,v_{2},...v_{n})\,}
{\displaystyle F(z\cdot v_{1},v_{2},...v_{n})=z\cdot F(v_{1},v_{2},...v_{n})}
Jedná se tedy o vektorovou funkcí více proměnných, která je v každé proměnné lineární. Multilineární forma je tenzor.

### Antilineární zobrazení
Pokud by bylo z komplexní číslo, pak se v případě, že platí za stejných výchozích podmínek následující axiomy:
{\displaystyle F(v_{1}+w,v_{2},...v_{n})=F(v_{1},v_{2},...v_{n})+F(w,v_{2},...v_{n})\,}

{\displaystyle F(z\cdot v_{1},v_{2},...v_{n})={\overline {z}}\cdot F(v_{1},v_{2},...v_{n})}
jedná o antilineární zobrazení.

## Příklad
Každá lineární i bilineární forma jsou multilineární formy.
Multilineární formou v prostoru se skalárním součinem je vnější součin vektorů.